# 馬爾伊內 (烏里亞尼夫卡長老區)
50°16′0″N 35°23′11″E / 50.26667°N 35.38639°E
馬爾伊內（烏克蘭語：Мар'їне）是位於烏克蘭東部的村莊，由哈爾科夫州博霍杜希夫區博霍杜希夫市鎮的烏利亞尼夫卡鄉委會負責管轄。該村始建於1850年，面積1.31平方公里，2001年人口220，人口密度每平方公里168人。